# Czahor (przystanek kolejowy)
Czahor (ukr. Чагор, ros. Чагор) – przystanek kolejowy w miejscowości Czahor, w rejonie czerniowieckim, w obwodzie czerniowieckim, na Ukrainie. Położony jest na linii Czerniowce – Suczawa.